# Elijah Phister

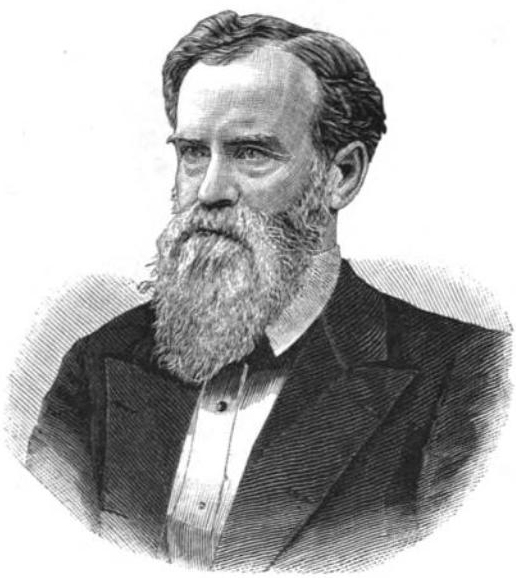
Elijah Pfister

Elijah Conner Phister (* 8. Oktober 1822 in Maysville, Kentucky; † 16. Mai 1887 ebenda) war ein US-amerikanischer Politiker. Zwischen 1879 und 1883 vertrat er den Bundesstaat Kentucky im US-Repräsentantenhaus.

## Werdegang
Elijah Phister besuchte das Seminary of Rand and Richardson in seiner Heimatstadt Maysville. Danach studierte er bis 1840 am Augusta College. Nach einem anschließenden Jurastudium und seiner 1844 erfolgten Zulassung als Rechtsanwalt begann er in diesem Beruf zu praktizieren. Im Jahr 1848 wurde er Bürgermeister seiner Heimatstadt Maysville. Zwischen 1856 und 1862 fungierte Phister als Bezirksrichter.
Politisch war er Mitglied der Demokratischen Partei. Zwischen 1867 und 1871 saß er als Abgeordneter im Repräsentantenhaus von Kentucky. Im Jahr 1872 lehnte er ein Angebot ab, in einer Kommission zur Überarbeitung der Staatsgesetzgebung mitzuwirken. Bei den Kongresswahlen des Jahres 1878 wurde Phister im zehnten Wahlbezirk von Kentucky in das US-Repräsentantenhaus in Washington, D.C. gewählt, wo er am 4. März 1879 die Nachfolge von John Blades Clarke antrat. Nach einer Wiederwahl im Jahr 1880 konnte er bis zum 3. März 1883 zwei Legislaturperioden im Kongress absolvieren.
Nach seinem Ausscheiden aus dem US-Repräsentantenhaus arbeitete Elijah Phister wieder als Anwalt. Er starb am 16. Mai 1887 in seinem Geburtsort Maysville.